# Бучацкий, Ян
Ян (Иван) Бучацкий (ок. 1400 — между 19 февраля 1451 — 25 мая 1454) — польский шляхтич герба Абданк, староста теребовльский (с 1441 года), представитель рода Бучацких.

## Биография
Старший сын воеводы подольского Михаила Бучацкого из Подгаец (ум. 1438) и Эльжбеты из Ярычева и Княгиничев.
После гибели в 1438 году своего отца в битве с татарами Ян вместе с малолетними братьями и матерью-вдовой перешел под опеку своих дядей, воеводы подольского Михаила «Мужило» Бучацкого (до 1444 года) и каштеляна галицкого Яна Княгиницкого (до 1445 года). В 1441 году в Галиче выдал грамоту, в которой обязался выплатить воеводе русскому Петру Одровонжу 300 гривен. Достигнув совершеннолетия, взял на себя опеку над братьями.
С марта 1441 года — староста теребовольский, участвовал в заседаниях саноцкого суда. В качестве судебного заседателя упоминается в записках львовских судов в 1440-1456 годах. В 1448 году при разделе отцовского наследства Ян Бучацкий получил во владение села Библо и Литвинов в галицком повете. В 1448 году выдал разрешительную грамоту на строительство костёла в Литвинове.
Был женат на Ядвиге из Бережан, от брака с которой имел сына и дочь:
- Ян Бучацкий (ум. после 1476), дидич Литвинова
- Анна Бучацкая, жена каштеляна белзского Дерслава из Говнова